# Импулявичюс, Антанас
Антанас Импулявичюс-Импуленас (лит. Antanas Impulevičius-Impulėnas; 28 января 1907, Поневеж, Российская империя — 4 декабря 1970, Филадельфия, США) — литовский военный, майор Генерального штаба ВС Литвы с 1937 года; в годы Второй мировой войны — командир 12-го батальона шуцманшафта, причастного к массовому истреблению евреев в Белоруссии.

## Биография
Окончил Каунасское военное училище в 1925 году. С 1925 по 1933 годы и с 1934 по 1937 годы служил в 7-м, 5-м и 3-м пехотных полках, командовал ротой и был комендантом Президентского дворца в Каунасе. С ноября 1933 по октябрь 1934 годы служил при штабе 2-й дивизии. В 1937 году прошёл офицерские курсы в Аукштайтии и назначен главой 2-го (информационного) отдела Генерального штаба ВС Литвы. С июля 1939 по июнь 1940 года — сотрудник отдела подготовки Союза стрелков Литвы. В 1929 году награждён орденом Великого князя Литовского Гядиминаса IV степени. Дослужился до звания майора.
В 1940 году Импулявичюс был арестован НКВД за антисоветскую деятельность и отправлен в тюрьму, однако в июне 1941 года во время антисоветского восстания сбежал. После ввода немецких войск в Литву он перешёл на службу в шуцманшафт. С августа 1941 по ноябрь 1942 года командовал 2-м литовским полицейским батальоном, позднее переименованным в 12-й батальон шуцманшафта. Этот батальон печально прославился массовыми убийствами евреев, белорусов, русских и представителей иных национальностей в Белоруссии. Как командир батальона Импулявичюс за свою службу дал добро на расстрел более чем 46 тысяч человек, в том числе и евреев (около 9 тысяч были советскими военнопленными). В частности, Импулявичюс был одним из тех, кто вместе со своим батальоном участвовал в казни Марии Брускиной 26 октября 1941 в Минске; в 2005 году немецкая журналистка Аннегрит Айххорн  совершила суицид, приняв запечатлённого на фотографии солдата с места казни за своего отца Карла Шайдеманна, хотя предполагается, что она могла его перепутать с Импулявичюсом. 25-28 декабря 1941 года литовские и белорусские полицаи Импулявичюса убили 940 евреев в Березино.
В апреле—мае 1944 года майор Импулявичюс — командир каунасского отделения Литовского местного отряда. Арестован немцами, но затем освобождён. Далее проходил службу в 1-м батальоне 2-го полка Сил обороны отечества. В октябре 1944 года после разгрома Сил обороны отечества Импулявичюс бежал в Германию, откуда перебрался в 1949 в США и получил там убежище. Верховный суд Литовской ССР в 1962 году заочно приговорил к смертной казни Импулявичюса как нацистского преступника, однако Советский Союз так и не добился от США выдачи Импулявичюса.